# Anisancylus dutrae
Anisancylus dutrae е вид коремоного от семейство Planorbidae.

## Разпространение
Видът е разпространен в Бразилия (Баия и Пернамбуко).